# Âu Dương Phấn Cường
Âu Dương Phấn Cường (tiếng Trung 欧阳奋强, bính âm: Ōuyáng fèn qiáng) sinh ngày 5 tháng 3 năm 1963, người Thành Đô, Tứ Xuyên, hiện là đạo diễn, từng tham gia bộ phim Hồng Lâu Mộng (1987, đạo diễn Vương Phú Lâm 王扶林) gây được tiếng vang.

## Tiểu sử và gia đình
Âu Dương Phấn Cường tham gia xưởng làm phim Nga My 峨眉电影制片厂 từ năm 14 tuổi, trải qua 6 năm nhưng không có cơ hội được tham gia diễn xuất đáng kể, chỉ phụ giúp những việc lặt vặt trong đoàn làm phim.  Âu Dương Phấn Cường được đánh giá có gương mặt búp bê, lại đã vào độ tuổi 20, quá lớn để đóng nhi đồng, nhưng quá trẻ đề vào vai thanh niên.
Năm 1983, đạo diễn Vương Phù Lâm tuyển chọn diễn viên cho dự án phim Hồng Lâu Mộng, khi gặp Âu Dương Phấn Cường đã rất ấn tượng với gương mặt búp bê này và quyết định giao vai Giả Bảo Ngọc cho Âu Dương Phấn Cường.
Sau thành công của bộ phim Hồng Lâu Mộng, Âu Dương Phấn Cường tham gia một vài bộ phim khác nhưng không thực sự để lại ấn tượng. Ông quyết định chuyển hướng sang nghề đạo diễn. Ông theo học chuyên ngành đạo diễn tại Đại học Thâm Quyến (深圳大学传播学院) và sau đó công tác tại đài truyền hình Tứ Xuyên (四川电视台).
Vợ của Âu Dương Phấn Cường là Khang Lệ (康莉). Hai người quen nhau khi Âu Dương Phấn Cường mới 18 tuổi, hoàn toàn vô danh, trong khi Khang Lệ đã có sự nghiệp nhất định nhưng hai người vẫn gắn bó với nhau. Năm 1992, Khang Lệ sinh một bé trai nhưng không may qua đời sau đó không lâu do chứng viêm phổi. Năm 1996, Khang Lệ một lần nữa hạ sinh một bé gái, đặt tên là Âu Dương Văn Hâm. Âu Dương Văn Hâm thừa hưởng năng khiếu nghệ thuật của cả bố và mẹ. Ngay từ khi 16 tuổi, cô đã đạo diễn và tham gia diễn xuất trong bộ phim ngắn Phía sau xe đạp. Tác phẩm này nhận được nhiều lời khen từ giới phê bình.

## Sự nghiệp diễn xuất

### Phim điện ảnh
- 1976 《春潮急》
- 1978 《冰山雪莲》
- 1979 《我的十个同学》
- 1981  《年轻的朋友》
- 1982 《虹》
- 1982 《琴思》
- 1987 《京都球侠》

### Phim truyền hình
- 1982 《春天的笑声》
- 1982 《杨小亮》
- 1984 《女炊事班长》
- 1987 《红楼梦》 Hồng lâu mộng
- 1992 《爱在雨季》

## Sự nghiệp đạo diễn
- 1989 Đạo diễn Phim truyền hình《黄昏的太阳》（1 tập）Đài truyền hình Tứ Xuyên
- 1990 Biên đạo Phim truyền hình《逃亡天国》（2 tập）Đài truyền hình Tứ Xuyên
- 1990 Biên đạo Phim truyền hình《国徽下的天平》（2 tập） Đài truyền hình Tứ Xuyên đạt giải 3 cuộc thi giữa 5 tỉnh phía Nam
- 1991 Đạo diễn Phim truyền hình《因为没有风》（2 tập）Đài truyền hình Tứ Xuyên, đài truyền hình Trung ương.  Đài truyền hình Tứ Xuyên đạt giải 1 cuộc thi giữa 5 tỉnh phía Nam
- 1991 Đạo diễn Phim truyền hình《黑洞》（2 tập） Đài truyền hình Tứ Xuyên
- 1991 Đạo diễn Phim truyền hình《隐情》（2 tập）Đài truyền hình Tứ Xuyên
- 1992 Đạo diễn Phim truyền hình《采访纪事》（1 tập） Đài truyền hình Tứ Xuyên
- 1992 Đạo diễn Phim truyền hình《山梁上的太阳》（2 tập）
- 1992 Đạo diễn Phim truyền hình《爱在雨季》 Đài truyền hình Tứ Xuyên, đài truyền hình Trung ương và các đài khác。Đoạt giải nhất của đài truyền hình Tứ Xuyên. Đoạt giải “巴蜀文艺” (Văn nghệ Ba Thục) của tỉnh Tứ Xuyên.
- 1993 Đạo diễn Phim truyền hình《大邑刘湘》（5 tập）
- 1993  Đạo diễn kịch truyền hình 《欲海狂潮》（2 tập）Đài truyền hình Tứ Xuyên, đài truyền hình Trung ương
- 1994 Đạo diễn Phim truyền hình《风雨桃花》（5 tập）Đài truyền hình Tứ Xuyên và các đài khác
- 1994 Đạo diễn Phim truyền hình《我的妈妈在西藏》（2 tập）Đài truyền hình Tứ Xuyên, đài truyền hình Trung ương
- 1995 Đạo diễn Phim truyền hình《父亲》（20 tập）Đài truyền hình Tứ Xuyên, đài truyền hình Trung ương. Đoạt giải nhất của đài truyền hình Tứ Xuyên.
- 1996 Đạo diễn Phim truyền hình《爱又如何》（20 tập）Trên một số đài truyền hình
- 1997 Đạo diễn Phim truyền hình《花祭》（20 tập）Trên một số đài truyền hình
- 1997 Nhà sản xuất, chỉ đạo nghệ thuật Phim truyền hình《回家的路不遥远》（20 tập）Đài truyền hình Tứ Xuyên, đài truyền hình Trung ương
- 1998 Đạo diễn, lên kịch bản Phim truyền hình tiếng địa phương《下课了，要雄起》（20 tập）Trên một số đài truyền hình
- 1998 Đạo diễn, lên kịch bản Phim truyền hình《啊，雀儿山》（2 tập）
- 1999 Đạo diễn, lên kịch bản Phim truyền hình 《风月客栈》（20 tập）Trên một số đài truyền hình
- 2000 Đạo diễn Phim truyền hình《雄起酒家》（20 tập）Đài truyền hình Tứ Xuyên, đài truyền hình Trung ương
- 2001 Đạo diễn Phim truyền hình《花二哥与六朵金花》（20 tập）
- 2001 Phim truyền hình《相约硅谷》（3 tập）
- 2002 Series phim truyền hình《高路入云》（8 tập）
- 2003 Đạo diễn 《回到拉萨》（20 tập）
- 2003 Tổng đạo diễn 《爱可以重来》（17 tập）
- 2003 Phim truyền hình âm nhạc《中国公主杜兰朵》
- 2004 Nhà sản xuất 40 tập 《士官不是官》 Phim hài kịch cảnh sát 40 tập
- 2004 Nhà sản xuất, đạo diễn 《密电风云》 Series phim truyền hình 21 tập
- 2006  Nhà sản xuất, giám sát nghệ thuật 《我的未来不是梦》Series phim truyền hình 20 tập
- 2006 Đạo diễn  22 tập 《同学》Series phim truyền hình 20 tập
- 2007 Đạo diễn 《纯真岁月》 Series phim truyền hình 40 tập
- 2007 Đạo diễn series kịch truyền hình 《王熙凤》
- 2009 Đạo diễn 《同龄子》Series phim truyền hình kỷ niệm 60 năm lập nước Trung Hoa
- 2009 Đạo diễn Phim truyền hình《警察遇到兵》
- 2010 Đạo diễn Phim truyền hình《真相/留神》
- 2010 Đạo diễn Phim truyền hình《警察遇到兵》
- 2010 Đạo diễn Phim truyền hình《人间风雨情》
- 2013 Đạo diễn Phim truyền hình《最后一个冬天》
- 2014 Đạo diễn Phim điện ảnh《超萌英雄》
- 2014 Đạo diễn Phim điện ảnh《花香》
- 2017 Đạo diễn Phim kinh dị《诡眼》

## Vinh danh
- Năm 1990 电视剧《国徽下的天平》 获西南五省电视剧评比三等奖。
- Năm 1991 电视剧《因为没有风》 获西南五省电视剧评比一等奖。
- Năm 1992 电视剧《山梁上的太阳》 获十三届全国“飞天奖”。93国际电视剧“金熊猫奖”最佳故事片提名奖，四川省“五个一工程奖”，四川省广播电视评比二等奖。
- Năm 1992 电视剧《爱在雨季》 获四川省广播电视评比一等奖；四川省“巴蜀文艺”奖。
- Năm 1993 戏曲电视剧《欲海狂潮》 获十四届全国“飞天奖”；第九届全国戏曲电视“天安奖”；四川省广播电视评比。
- Năm 1994 电视剧《我的妈妈在西藏》 获1995年中宣部“五个一工程”奖；获十五届全国“飞天奖”，十三届全国“金鹰奖”最佳儿童故事片奖，全国少数民族“骏马奖”，四川省委“五个一工程”奖，四川省广播电视评比一等奖。
- Năm 1995 电视剧《父亲》 获四川省广播电视评比一等奖 。
- Năm 1998 电视剧《啊，雀儿山》 获1999年中宣部“五个一工程”奖；99年全国优秀电视剧“飞天奖”，获2000年少数民族题材“骏马奖”，99年四川省委宣传部“五个一工程”奖。
- Năm 2000 电视剧《雄起酒家》 获2001年全国优秀电视剧“飞天奖”优秀短剧奖。
- Năm 2002 电视连续剧《高路入云》 获中共中央组织部全国第七届党员教育电视片观摩，评比红星特别奖，入选广电总局十六大“献礼作品”，全国农村题材“神龙奖”。
- Năm 2003 导演音乐电视剧《中国公主杜兰朵》 获全国优秀戏曲电视“白玉兰奖”，全国电视剧“飞天奖”。